# إعادة ضبط المصنع
إعادة ضبط المصنع والمعروفة أيضًا باسم إعادة الضبط إلى إعدادات المصنع هي عملية تهدُف إلى استعادة برامج جهاز إلكتروني إلى حالة نظامهِ الأصلية وذلك عن طريق محو جميع المعلومات [الإنجليزية] المُخزنة على الجهاز. يتم إلى محو جميع البيانات والإعدادات والتطبيقات التي كانت موجودة مسبقًا على الجهاز. يتم إجراء ذلك غالبًا لإصلاح مشكلة في أحد الأجهزة، ولكن يمكن أيضًا القيام بذلك لإعادة الجهاز إلى إعداداته الأصلية.

## إجراء
على أجهزة أندرويد، يوجد خيار إعادة تعيين بيانات المصنع في الإعدادات التي ستظهر لمحو جميع بيانات الجهاز وإعادة تعيين جميع إعداداته. تُستخدم هذه الطريقة عادةً عندما يواجه الجهاز مشكلة فنية لا يمكن إصلاحها باستخدام طرق أخرى، أو عندما يريد المالك إزالة جميع بياناته الشخصية قبل بيع الجهاز أو التخلي عنه أو إعادته أو التخلص منه. بعد إجراء دراسة أُجريت من قِبَل أفاست ذكرت أن البيانات قابلة للاسترداد باستخدام برامج الأدلة الجنائية الرقمية إلى حَدٍ ما ومُتاحة للجمهور.
تحتوي العديد من الأجهزة الإلكترونية على قائمة بها أدوات وإعدادات تسمى قائمة الخدمة، والتي تتضمن عادةً أداة تقوم بإعادة ضبط المصنع. هذه الأداة هي الأكثر شيوعًا في الأجهزة ذات الشاشات، مثل أجهزة التلفزيون وشاشات الكمبيوتر. يتم الوصول إلى هذه القوائم عادةً من خلال سلسلة من الضغطات على الأزرار.
قد تتميز خراطيش الألعاب، (خاصة تلك المصممة لأجهزة نينتندو) المحمولة التي تحافظ على حفظ البيانات، بخيار إعادة ضبط المصنع الذي يمكن أن يحذف على الفور جميع هذه البيانات من الخرطوشة، إما عن طريق تحديد إعداد معين في قائمة الخيارات. أو عن طريق إدخال مجموعة أزرار معينة أثناء بدء التشغيل.

## روابط خَارجيَّة
- (بالعربية) "إعادة ضبط جهاز Android على الإعدادات الأصلية". Google support (موقع دعم جوجل). مؤرشف من الأصل في 2022-09-02. اطلع عليه بتاريخ 2022-07-23.